# Téji Savanier
Téji Tedy Savanier (Montpellier, 22 december 1991) is een Frans voetballer die doorgaans speelt als middenvelder. In juli 2019 verruilde hij Nîmes Olympique voor Montpellier.

## Clubcarrière
Savanier speelde in de jeugdopleiding van Montpellier en in 2011 stapte hij over naar Arles-Avignon. Hier maakte hij in het seizoen 2011/12 zijn professionele debuut. Op 29 juli 2011 won de club met 1–0 van Le Mans door een doelpunt van Romain Rocchi. Savanier begon aan de wedstrijd als reservespeler en van coach Faruk Hadžibegić mocht hij zeven minuten na rust invallen voor Emmanuel Corrèze. Later dat seizoen, op 24 september 2011, kwam de middenvelder tegen RC Lens voor het eerst tot scoren. Hij mocht van Hadžibegić in de basis beginnen en in de tweeënvijftigste minuut opende hij de score. Door doelpunten van Luigi Pieroni en Rocchi werd het uiteindelijk 3–0 voor Arles-Avignon. In de zomer van 2015 stapte Savanier transfervrij over naar Nîmes Olympique, waar hij initieel zijn handtekening zette onder een verbintenis voor de duur van één seizoen, met een optie op een jaar extra. Na een paar verlengingen tekende de Fransman in 2018 een contract wat zou gaan lopen tot medio 2022. Een jaar na deze contractverlenging verkaste Savanier voor negenenhalf miljoen euro naar Montpellier. Hier tekende hij een contract voor vier seizoenen. Deze werd in juni 2022 met drie jaar verlengd.

## Clubstatistieken
| Seizoen | Club            | Competitie | Competitie | Competitie | Beker | Beker | Internationaal | Internationaal | Totaal | Totaal |
| Seizoen | Club            | Competitie | Wed.       | Dlp.       | Wed.  | Dlp.  | Wed.           | Dlp.           | Wed.   | Dlp.   |
| ------- | --------------- | ---------- | ---------- | ---------- | ----- | ----- | -------------- | -------------- | ------ | ------ |
| 2011/12 | Arles-Avignon   | Ligue 2    | 21         | 1          | 1     | 0     | —              | —              | 22     | 1      |
| 2012/13 | Arles-Avignon   | Ligue 2    | 27         | 2          | 4     | 0     | —              | —              | 31     | 2      |
| 2013/14 | Arles-Avignon   | Ligue 2    | 25         | 1          | 1     | 0     | —              | —              | 26     | 1      |
| 2014/15 | Arles-Avignon   | Ligue 2    | 32         | 3          | 5     | 1     | —              | —              | 37     | 4      |
| 2015/16 | Nîmes Olympique | Ligue 2    | 27         | 3          | 1     | 0     | —              | —              | 28     | 3      |
| 2016/17 | Nîmes Olympique | Ligue 2    | 34         | 8          | 1     | 0     | —              | —              | 35     | 8      |
| 2017/18 | Nîmes Olympique | Ligue 2    | 31         | 4          | 4     | 1     | —              | —              | 35     | 5      |
| 2018/19 | Nîmes Olympique | Ligue 1    | 32         | 6          | 2     | 0     | —              | —              | 34     | 6      |
| 2019/20 | Montpellier     | Ligue 1    | 19         | 6          | 4     | 1     | —              | —              | 23     | 7      |
| 2020/21 | Montpellier     | Ligue 1    | 27         | 5          | 4     | 0     | —              | —              | 31     | 5      |
| 2021/22 | Montpellier     | Ligue 1    | 29         | 8          | 2     | 1     | —              | —              | 31     | 9      |
| 2022/23 | Montpellier     | Ligue 1    | 30         | 12         | 0     | 0     | —              | —              | 30     | 12     |
| 2023/24 | Montpellier     | Ligue 1    | 32         | 9          | 2     | 0     | —              | —              | 34     | 9      |
| 2024/25 | Montpellier     | Ligue 1    | 26         | 2          | 1     | 0     | —              | —              | 27     | 2      |
| Totaal  | Totaal          | Totaal     | 392        | 70         | 32    | 4     | 0              | 0              | 424    | 74     |

Bijgewerkt op 9 april 2025.